# Kalburabastı

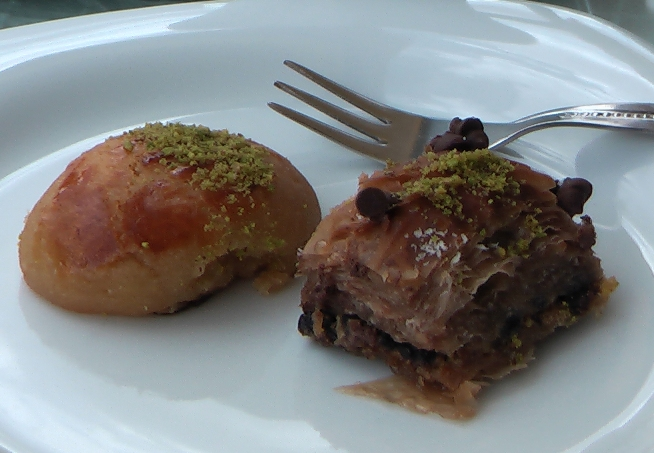

Kalburabastı (parfois appelé kalbura bastı) ou kalburabasma (appelée hurmašice  en Bosnie), connue aussi sous le nom de hurma, est une pâtisserie trempée dans du sirop d'apparence assez rugueuse. Elle est traditionnellement préparée lors de la Ramazan Bayramı durant le mois de ramadan.